# 三月学運
三月学生運動（さんがつがくせいうんどう）は、台湾（中華民国）において1990年3月16日に発生し3月22日に終結した学生運動。台北学生運動あるいは野百合学生運動とも称されている。この運動には全国の大学生約6,000名が参加し、中正紀念堂広場に座り込みを行い、「国民大会解散」、「臨時条款廃止」、「国是会議開催」、「政治経済改革時間表（タイムテーブル）提出」を訴えた。この学生運動は中華民国政府の台湾移転後最大の学生運動であったばかりでなく、同時に台湾の民主化にも大きな影響を与えた。当時総統であった李登輝は学生側の要求を受け入れ、間もなく国是会議を開催。1991年には臨時条款を解除、その後「万年国会」の改革に着手し、台湾民主化における重要な転換点を生み出した。

## 影響
三月学生運動は台湾政治の多方面に影響を与えた。学生が要求した「国民大会解散」「臨時条款廃止」「国是会議開催」「政治経済改革時間表提出」は、その後の台湾での民主化運動の中での基本方針となり、その後の10年で平和的な民主化を実現する原動力となった。また大学などの教育機関では民主的な雰囲気が主流となり、学生が政治に怯えることなく民主的な社会の形成に積極的に参加できる土壌を形成した。
また民主進歩党に所属、あるいは近い新世代知識人は、三月学生運動やその前後の学生運動・社会運動と密接な関係にある場合が多い。代表的な人物としては、行政院政務委員馬永成、立法委員范雲、前『蘋果日報』編集長陳裕鑫、蕃薯藤執行長陳正然、前台中市長林佳龍、客家委員会前主任委員羅文嘉、元立法委員郭正亮、立法委員李昆澤、元立法委員段宜康、前内政部政務次長顔万進、前桃園市長鄭文燦らが挙げられる。彼らは「学生運動世代」の重要なメンバーであり、「学生運動」はこの世代のキーワードともなっている。